# Баньярія
Баньярія (італ. Bagnaria, п'єм. Bagnaria) — муніципалітет в Італії, у регіоні Ломбардія,  провінція Павія.
Баньярія розташована на відстані близько 430 км на північний захід від Рима, 75 км на південь від Мілана, 39 км на південь від Павії.
Населення — 677 осіб (2014).

## Демографія
Населення за роками:

Станом на 1 січня 2023 року в муніципалітеті офіційно проживало 29 іноземців з 11 країн, серед них 11 громадян країн Євросоюзу та 11 громадян України.

## Сусідні муніципалітети
- Грем'яско
- Понте-Ніцца
- Варці